# Electroporació

Diagrama dels principals components d'un electroporador amb la cubeta dins.

L'electroporació  o electropermeabilizació és un procediment on s'augmenta la conductivitat elèctrica i la permeabilitat de la membrana plasmàtica  cel·lular aplicant externament un camp elèctric. És habitual en biologia molecular com a forma d'introducció de diferents substàncies en cèl·lules, com per exemple  sondes moleculars, un fàrmac que pot canviar les funcions cel·lulars o un fragment d'ADN  codificant, com pot ser un plasmidi.
Quan el voltatge que travessa una membrana plasmàtica excedeix la seva rigidesa dielèctrica es formen porus. Si la força del camp elèctric aplicat i/ o la durada de l'exposició a aquest es trien apropiadament, els porus formats pels pols elèctric se segellen després d'un curt període, durant el qual els compostos extracel·lulars tenen l'oportunitat d'entrar a la cèl·lula. No obstant això, una exposició excessiva de cèl·lules vives a camps elèctrics pot causar apoptosi i/o necrosi, processos que provoquen la mort cel·lular.
En biologia molecular, el procés d'electroporació es fa servir habitualment per a la  transformació de bacteris, llevats i protoplasts vegetals, a més de membranes lipídiques, els bacteris també tenen una paret cel·lular compostes de peptidoglicà i els seus derivats. No obstant això, les parets són poroses per naturalesa i només actuen com cuirasses que protegeixen la cèl·lula d'impactes ambientals severs. Si els bacteris i els plasmidis es barregen, els plasmidis poden transferir a l'interior de les cèl·lules després de l'electroporació. En aquest procés solen emprar centenars de volts, que travessen una distància de diversos mil·límetres. A continuació, les cèl·lules han de ser manipulades amb cura fins que tenen l'oportunitat de  dividir, produint noves cèl·lules que contindran còpies del plasmidi. Aquest procés és aproximadament deu vegades més efectiu que la transformació per mètodes químics.
Aquest procediment és també altament eficient per a la introducció de gens externs en cèl·lules en  cultiu, especialment en les de mamífers. Per exemple, s'usa en el procés de producció de  ratolinsknockout, així com en el tractament de tumors, teràpia gènica i teràpies basades en cèl·lules. Aquest procés d'introduir  àcids nucleics externs en  cèl·lules eucariotes s'anomena transfecció.

## El procés

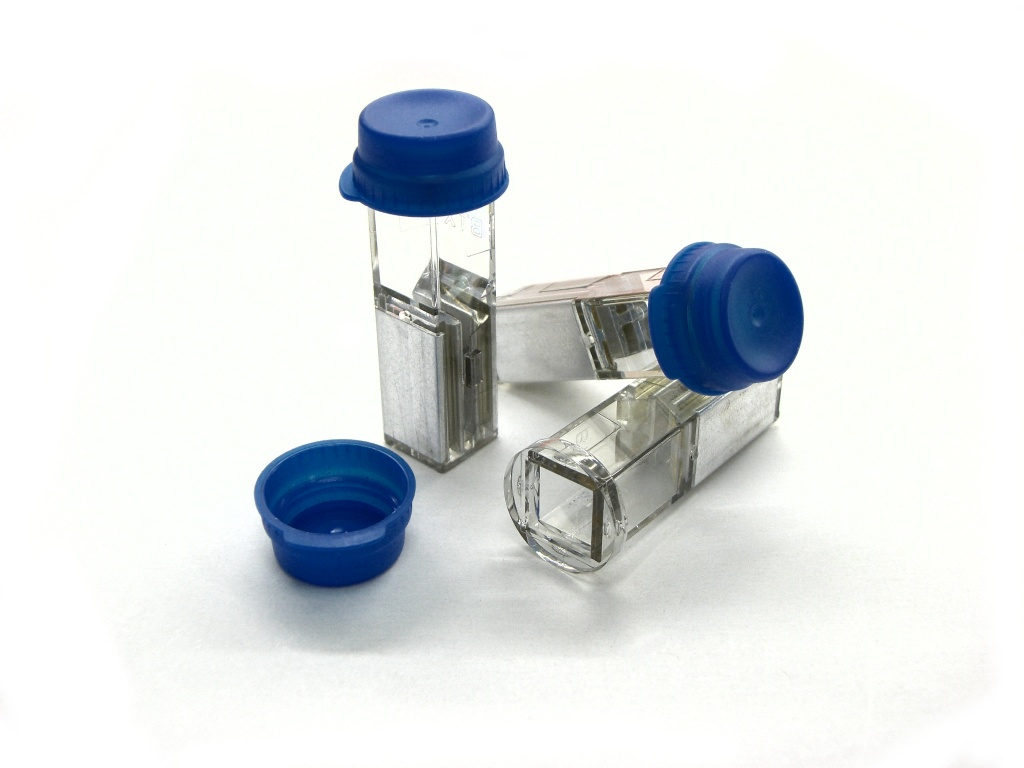
Cubetes per electroporació. Aquestes són de plàstic amb elèctrodes d'alumini i tapa blava. Poden contenir fins a 400 μL.

L'electroporació es duu a terme en un electroporador, un aparell que crea un camp electromagnètic a través de la suspensió cel·lular (típicament bacteris, encara que altres tipus de cèl·lules poden ser usades, com s'ha comentat anteriorment). La suspensió es  pipeteja en una cubeta de plàstic o vidre amb elèctrodes d'alumini en els costats.
Per exemple, per a l'electroporació de bacteris sol utilitzar-se una suspensió d'uns 50 μL. Abans de l'electroporació les cèl·lules es barregen amb els plàsmidis amb els que es volen transformar. La barreja es pipeteja en la cubeta, el voltatge se selecciona al electroporador (uns 240 volts, per exemple) i la cubeta s'insereix en l'electroporador. Immediatament després de l'electroporació s'afegeix 1  ml de  mig als bacteris (a la mateixa cubeta o en un tub de microcentrífuga) i s'incuben a la temperatura òptima dels bacteris durant una hora o més per després estendre en una placa amb  agar.
L'èxit de l'electroporació depèn en gran manera de la puresa de la solució amb el plasmidi, especialment del seu contingut en  sal. Les solucions impures poden causar una petita explosió (un arc elèctric), en aquest cas les cèl·lules moririen. Si això passa sovint, una  precipitació de les cèl·lules podria ser necessària abans d'una nova electroporació.

## Aplicacions mèdiques
S'ha descobert en porcs que un voltatge més alt d'electroporació pot destruir cèl·lules diana en una zona bastant reduïda, sense afectar cèl·lules veïnes. Això podria representar un prometedor nou tractament per al càncer, les cardiopaties i altres malalties que requereixen eliminació de teixit.